# Kadoma (Zimbabwe)
Kadoma (già Gatooma fino al 1982) è un centro abitato dello Zimbabwe, situato nella Provincia del Mashonaland Occidentale.